# Ark (アルバム)
『ark』（アーク）は、日本のロックバンド、L'Arc〜en〜Cielの6作目のスタジオ・アルバム。1999年7月1日発売。発売元はKi/oon Records。

## 解説
前作『HEART』以来約1年5ヶ月ぶりとなる6作目のスタジオ・アルバム。本作は、7thアルバム『ray』と同時発売されている。
日本ではオリコンチャートの集計期間を踏まえ、水曜日にCDを発売することが一般的となっているが、本作は集計期間が1日少なくなる木曜日にリリースされている。本作の発売日をずらしたのは、占星術師のミシェル・ノストラダムスが綴った『ノストラダムス大予言』における「恐怖の大王が襲来する日」に合わせたことによるものであり、リリースプロモーションでは＜ノストラダムス大予言の日にアルバム2枚同時リリース!＞という宣伝文句が当時使われていた。
本作には、1998年から1999年にかけて立て続けに発表したシングル「DIVE TO BLUE」「forbidden lover」「HEAVEN'S DRIVE」「Pieces」の表題曲を含めた11曲が収められている。ちなみに、本作及び同時発売したアルバム『ray』の6曲目には、yukihiro作曲のインタールードがそれぞれ収録されている。また、アルバム発売の約1ヶ月後となる1999年8月には本作に初収録された「Driver's High」がシングルカットされている。
なお、本作のマスタリングはテッド・ジェンセン（Sterling Sound）が担当しており、前述の既発のシングル表題曲はすべてリマスタリングが施されている。ちなみにkenとtetsuyaは、1999年にマスタリング現場となったニューヨークのスタジオに出向き、同氏の作業を確認したという。テッドの作業を振り返り、kenは「案外、前に出す。それは自分のギターの音とかにも顕著に出てる」と述べている。
ちなみに本作は、前作『HEART』に続き海外でもリリースされている。なお、本作は、日本を含めたアジアの7つの国と地域（日本、台湾、香港、タイ、マレーシア、シンガポール、フィリピン）で同時リリースされている。L'Arc〜en〜Cielは、本作のリリースに伴い、日本以外のアジア諸国でもプロモーション活動を実施しており、1999年9月10日にタイ、同年9月14日に香港、同年9月16日に台湾を訪れている。
余談だが、1990年代後半には、B'zやGLAYなどのJ-POPアーティストが数多くのベストアルバムを立て続けにリリースし、商業的成功を収めていた。そのため、巷では「ラルクもベストアルバムを出すのでは？」という噂が囁かれていた。こういった世間の思惑や想定を外すように、1999年1月7日の朝日新聞朝刊の一面に、金屏風を背景とした、紋付羽織袴姿（kenのみこの年の干支であるウサギの着ぐるみ姿で登場）のメンバー4人の集合写真と共に「本年もよろしくお願いします。L'Arc〜en〜Cielは、1999年ベストアルバムは出しません。オリジナルアルバムをお楽しみに」という文言をのせた年初の挨拶広告を大々的に発表し、ベストアルバムブームに乗らない姿勢を打ち出している。

### 背景とコンセプト
本作はアルバム『ray』と同時発売されているが、アルバムの2作同時発売は音楽業界で非常に稀有なこととなっている。このアルバム2作同時発売は、バンドのリーダーを務めるtetsuyaに「2枚あればシングルもバランスよく振り分けられるだろう」という考えがあり、tetsuyaがメンバーとスタッフに提案したことをきっかけに決定したという。
同時発売を提案した経緯について、tetsuyaは「みんなに言ったのが1998年の7月…（「Tour '98 ハートに火をつけろ!」の）ツアー中だったんじゃないかな。でも、そんなアイディア言ったら、みんなに絶対に反対されるなと思ってた。（前半の）ツアーが終わって後半の9月のツアーが始まるまで1ヵ月ちょっとあったんですけど、その間に「snow drop」と「forbidden lover」を作ったんですよね。そのときは10月くらいにシングルを1枚出そうってつもりで作り始めたんだけど、曲があがってみたら2曲ともいいし、どっちもカップリング曲ではないなと思って、"2枚とも出そう"って僕が言い出したんですよ。で、7月のシングル3枚同時の次に2枚同時っていうのはインパクト弱いんで、今度はちょっとずらすとか、スタッフとちょっと話したりして。ま、それは話をしただけで、最終的な判断はスタッフにまかせたんですけど。その時点で、「DIVE TO BLUE」から数えると、もう（シングルが）6枚になるでしょ。（中略）たぶん先行シングル出すだろうし、そうするとシングル7枚になる。今まで、だいたいアルバム1枚10曲ぐらいでやってきてるから、そうしたらあと3曲新曲を書けばアルバムできちゃうじゃん。けど、"そんなんでいいの？"って思ってね。アルバム作るときって、みんなで曲作りをするといつも14〜15曲ぐらい集まるんですよ。それにシングルを入れると20曲ぐらいになるから、これは2枚作れるなと。アルバム2枚作れば、シングルをバランスよく振り分けることもできるしね。アルバム1枚のなかにシングルが6曲も7曲も入ってると、シングルスとか、ベストっぽくなっちゃうじゃないですか」と語っている。ちなみに、tetsuyaが考えていたプランには「発売時期をずらして2枚のアルバムを発表する」というものもあったという。
1年に2作のアルバムを発売するという案を聞いた際の心境について、yukihiroは「2枚組じゃないけど、2枚出すっていうのはやりたかったんですよ。"スマッシング・パンプキンズみたいに2枚出してえー!"って思ってたんですよ（笑）」と、本作発売前のインタビューで語っている。ちなみに共同プロデューサーを務めた岡野ハジメは、2006年に公開された本作に関するインタビューで「（アルバム2枚制作が決まった）その時はね、"面白いじゃん！"なんて始まったけど、いや、そうそうやるもんじゃないですよ（笑）」と述懐している。
本作および『ray』のアルバムコンセプトのひとつとして、1990年代の終わりにオカルトブームの影響により日本で流行していた「世紀末思想」が取り入れられている。当時の日本では『ノストラダムス大予言』や、この予言を受けて出版された書物の影響により、「1999年7の月に人類が滅亡する」という世紀末思想が流行していた背景があり、これを踏まえ本作はノストラダムス大予言の日とされる1999年7月に発表されている。tetsuyaは本作発売当時に、1999年7の月にアルバムを発表することにした理由について「2000年が最初にやってくるのって大きくみたら日本なんですよ。細かい島とかは厳密には分からないけど。その日本という国に、この時代生まれた4人の若者達によって結成された（笑）、L'Arc〜en〜Cielがこの7の月に2枚のアルバムを出すってことに意義があるんですよ」と冗談交じりに語っている。
ただ、tetsuyaは、世間で流行していた世紀末思想に関して一歩引いた考えも述べている。tetsuyaは、本作発売当時に受けたインタビューの中で「意識してるんじゃなくて、利用してるんです。世紀末思想っていうのを。俺たちはそれをマジメに信じてるわけでもなんでもなくて、ただ利用してるだけ」と語っている。また、tetsuyaは「（世紀末思想のようなものは）いつの時代もそういうことはあったと思うし。ただ今はいろんなメディアが発達して、すごく遠くで起こった出来事とか、昔なら知らなかったようなことまでいろんな情報が入ってくるようになっただけで。そういうのは人が生まれてから今までくり返されてることだと思うし。もっとひどい時代もあったと思うし。何千年か前に書かれた書物の中にも"最近の若者は"ってフレーズが出てたらしいんで。いつの時代もそうだと思いますよ。今が特別な時代だとは思わないです」と同インタビューで語っている。
余談だが、本作発売の約4年前に発行された音楽雑誌『SHOXX』の1995年9月号において、「L'Arc〜en〜Cielへの17の質問」というコーナーが掲載されていた。その質問の中に『ノストラダムスの大予言』をテーマにしたインタビューがあり、hydeとkenも、tetsuyaと同様に「予言を信じていない」と回答している。この当時のインタビューでkenは「そういう予言とかがあるのは信じたいけど…信じたいっていうか、夢としては面白いけど、何か起こってから解明するじゃないですか。それも、なんか読み様によっては何とでも読める様な詩ばっかりで。それにめちゃめちゃ大量にあるじゃないですか。だからちょっと信用できない部分が大きい」と語っている。また、hydeは同インタビューで「僕はその手のは全然信じない」と述べている。

### 録音作業と音楽性
『ark』の録音作業は、1999年初頭から本格的に開始されており、「HEAVEN'S DRIVE」「Pieces」「Driver's High」を含めたアルバム収録曲の制作は同年5月頃まで行われている。ちなみに、tetsuyaは制作期間について「準備期間から考えたら、半年かかってます」と語っている。この期間中に制作された楽曲に、1998年に発表した「DIVE TO BLUE」「forbidden lover」を加えアルバムが完成している。結果としてシングル表題曲が多く収録されたアルバムに仕上がっているが、本作のレコーディングについてkenは「アルバムを作るときってたいてい、アルバム先行だったり、シングルどれにしようって決めてから録り始めたり、なんとなく全体が見えてから録ってたんだけど、今回は、ま、何曲か候補あったけど、これって決めずに録りだしましたね」と述べている。余談だが、共同プロデューサーを務めた岡野ハジメは、本作のレコーディングの前に行われた選曲会議に立ち会っていたという。後年岡野は、この選曲会を振り返り「メンバーが曲出しをしてきた中には、俺が携わる前に作った曲もかなりの数あったんですよ。それを聴いたら"これをボツにしたの？ その辺のバンドだったら表題曲にできるよ"と思えるような曲がいくつも混ざっていて、"このバンドは、曲のクオリティが全然違う"と思いました。"今は出すタイミングじゃない"ということで、ボツにする余裕があったということだったのかもしれないですけど、普通だったら、いいものから出すじゃないですか。"なるほどね。成功するバンドというのは、こういうことなのか…"と思いましたね」と述懐している。
本作には、hyde、ken、tetsuya、yukihiroの4人それぞれが作曲した楽曲が収められている。1998年にyukihiroが正式加入してから発表したL'Arc〜en〜Cielの作品としては、すべてのメンバーに作曲クレジットが付いた最初のアルバムとなっている。ちなみに本作には、tetsuya作曲の楽曲が全11曲中5曲収録されており、tetsuyaに作曲クレジットが付いた楽曲が最も多く収録されている。このことについて、tetsuyaは本作発売当時に「自分が曲を書かないと…"おまえが（2枚出そうと）言い出しといて、曲も書かないで、みんなにやれって...。"って怒られそうじゃないですか（笑）」と冗談交じりにコメントしている。また、kenは本作発売当時のインタビューの中で、録音作業を振り返り「今回のレコーディングは、いつもよりも気楽に録れるスケジュールにしたんだ。ある期間にギター録りが詰まっている、というスケジュールじゃなくて、1曲リズム録りが終わったら、その曲に関するアイディアを全部試して、それから次の曲の作業に入ったりとか。しかも、そこでちょっと余裕が取れるようなスケジュールだったから、ギターの音作りにかける時間もたくさん取れたし。だから楽しかったよ。思い描いた音が出せるまで時間を使っていい環境だったんだ」と述懐している。さらに、kenは「俺としては、…昔からね、年間書ける曲、書く曲って言うのはそんな多くないんですよね。今回もアルバム2枚が同時発売だけど、増えてないんですよ。2枚だから倍書いたってわけじゃないし。L'Arc〜en〜Cielとしてはいいバランスで、曲をチョイスできたんじゃないかな」と述べており、4人のコンポーザーがいることで無理なくアルバム2作の制作に取り組めたと、このインタビューでうかがうことができる。ちなみにtetsuyaは、1999年から始まった本作と『ray』のレコーディングで合計9本のベースを使用したという。どのように使用するベースを選んだかについて、tetsuyaは「音質というよりも、曲」「例えば、「HEAVEN'S DRIVE」という曲を前にしてパッと浮かんだイメージ…それは音のイメージじゃなくても、楽器の形のイメージとか。そういうところで"ZONじゃねえなぁ、ジャズベかな？いや、VOXを試してみよう"とか、そんな感じで選んでますね」と述べている。
本作の音楽性としては、ビッグセールスを記録したシングル表題曲が多く収録されていることもあり、オルタナティヴ・ロックやグランジを彷彿とさせるサウンドを含みながらも、ポップなメロディや煌びやかな音の装飾が印象的なものが多い。ただ、1970年代〜1980年代のインダストリアルやシンセポップ、1990年代に隆盛だったブリストル・サウンドを嗜好するyukihiroが、本作で初めてコンポーザーとして楽曲制作に参加したこともあり、マッシヴ・アタックのようなトリップ・ホップに影響を受けた楽曲や、サンプリング音をループさせたダンサンブルなテクノ・インストゥルメンタルが収録されている。他にもyukihiroが私物として所有しているアナログ・シンセサイザーを活用した楽曲も収録されている。このアルバムとバンドの印象について、岡野ハジメは「特殊なバンドですよね。特にyukihiroくんの曲とかは結構マニアックですから。とかくある程度成功していったバンドはマニアック方面にズブズブといってしまう場合が多いんですけど、そのへんはちゃんとポップチューンを押さえてる。特にtetsuの曲とかは、こういう中で聴くといつも暖かい気持ちになりますからね、出てきた瞬間に。イントロが出た瞬間になんか暖かいというか、こう、お家に帰ってきた感というの？すごい哀愁感が、ホッとさせてくれるというかね。そのバランスが絶妙ですよね」「kenちゃん曲はすごいシリアスなんだよね、この頃。"さわやか明るいkenちゃん"ってあんまないですよね、この2枚には。そういう時期だったんでしょうか」と後年に受けたインタビューで述べている。
また、hydeは今回の作詞作業を振り返り「何か解放されたい意思っていうのが強い感じ。もう歌詞書いてて"どっか行こうどっか行こう"ばっかり」「今回のレコーディングで書いた曲は案外ストレートですね。で、そういう意味では新しい。「HEAVEN'S DRIVE」とかは人によっては単刀直入すぎるって言われるし。妖艶な感じっていうかな、それはあんまり出さなかったな」と本作発売当時のインタビューで述懐している。
本作は、『ray』との2枚同時発売という話題性や、ヒットシングルを多く含んだ作品ということもあり、200万枚を超えるビッグセールスを記録することとなった。ただ、巨大なセールスを記録したアルバムでありながらも、yukihiroの音楽的嗜好が反映された楽曲が本作に初めて収録されたということもあり、実験的な要素も含んだ作品に仕上げられている。なお、kenは本作発売当時に受けたインタビューの中で、アルバムについて「今までオレらはある特定の期間でアルバム録ってたりしてたけど、今回はシングル録りつつ、アルバム録る期間も長かったから、結果、こういうもんができて。アルバムは成長記録っていうけど、本当にこの時期の、いろんな時期の曲が入ってて、本当に写真のアルバムみたいなね、感じはありますね」と印象を語っている。
また、共同プロデューサーを務めた岡野ハジメは、2006年に公開された本作に関するインタビューの中で、この当時のL'Arc〜en〜Cielについて「時代が非常にこう、レコードのセールスとかがイケイケだった時代じゃないですか。そういった"その時代の中でのラルク"というところで、いろんな実験もしたし、ある種"今じゃできないよね"みたいなことを散々できたと思うんで…あと、あの、予算的にもね、かけられたと思うんですよ。非常にポップなアルバムではあると思いますけど、僕にとってはすごく実験的な側面も含んでて、マニアックとポップの両方が混在してる。それはこの時代、時期じゃないと出来なかったかもしれないですね。知らなかったからできたっていうところもあると思いますね。今だと"あれはよかったけど、これはよくなかったよね"みたいなことが分かっちゃうじゃないですか。そうするとこの勢いはなかったと思いますね」と述懐している。さらに岡野は、自身の思うL'Arc〜en〜Cielのバンド像について「アレンジにしても、どのジャンルも拡げていける非常に珍しいバンドだと思いますね。"じゃあなんでもいい"ってわけではないんですよ。その使い方も、それぞれこだわりはあるんですけど。でも、僕的な仕事だとやってて楽しいですね」と述懐している。

### アルバムタイトル
アルバムタイトルは、収録曲の作詞を一番多く手掛けるhydeが付けることがこれまでの慣例となっていたが、今回に関してはkenが名付けている。タイトルは『箱船』を意味するワードとなっているが、このタイトルを提案した理由についてkenは「（収録曲の）「HEAVEN'S DRIVE」の歌詞に"箱船"ということばがあるんですが、なんかそのことばが頭にずっと引っかかってたんです」と述べている。ちなみに、当初のアルバムタイトルとして、『逃避』を意味する『escape』と名付ける案がメンバー及びディレクター内の打ち合わせであがっていたという。ただ、hydeがこの案を拒んだこともあり、現在のタイトルに決定したという経緯がある。
また、同時発売された『ray』のアルバムタイトルは、本作のアルバムタイトルが『ark』に決定した後、メンバーで話し合って決めたという。先に決まった『ark』というタイトルを踏まえ、「箱船に乗って何処に向かうか」を考え、メンバーで【箱船に乗って光のあるほうへ向かおう】というテーマを設定し、『ark』と並べたときの語呂の良さもあり『光』や『光線』の意味を持つ『ray』をタイトルに決めている。
hydeはこの2作のイメージについて、「漠然とですけど、『ark』は旅立ちのアルバムで、『ray』は光の世界で楽しんでもらうってのがあればいいかなって。なんとなく思っていた」と語っている。

### アートワークなど
ジャケットのアートワークには、アルバムタイトルになった箱船（＝ark）が描かれている。なお、このアートワークはデイヴィッド・デュバル＝スミスとマイケル・フランクの2名からなるクリエイティブユニット、生意気（Namaiki）が手掛けている。tetsuya曰く、生意気（Namaiki）とはアルバム『HEART』『ray』のアートワークを担当したモート・シナベルから「tetsuくんが、すごく好きな感じのデザインだよ。きっと、気に入ると思う」と紹介されて知り合っており、作品集を見たうえでシングル「HEAVEN'S DRIVE」と本作のジャケット制作のオファーを出したという。余談だが、2022年5月にバンド結成30周年を記念し開催したライヴ「30th L'Anniversary LIVE」では、演出として本作のジャケットに描かれた箱船が登場している。このライヴのMCにおいてhydeは、本作に触れたうえで「当時は『ノストラダムス大予言』っていうのがあってね。人類がいなくなるような話がありましたが…。あの飛行船に乗って脱出しようという計画がありました、L'Arc〜en〜Cielに。みんなを連れてね」と述懐している。
なお、本作の発売にあたり、数種類のCM映像が制作されている。そのうちの一つは、当時L'Arc〜en〜Cielのプロモーション活動に携わっていた箭内道彦がプランナーを務めている。また、その映像は、デイタイム・エミー賞を受賞したガーソン・ユー（yU＋Co.）がディレクション、元エーデルワイスのメンバーで、インテルのジングル「Intelbong」を手掛けたウォルター・ワーゾワが映像内のサウンドデザインを担当している。なお、このCM映像は1999年8月に発売したミュージック・クリップ集『CHRONICLE』に収録されている。さらに、本作発売に伴い、期間限定で特設ウェブサイト「62days Special Website」が公開されている。

### ライヴツアー
L'Arc〜en〜Cielは本作発売の後、アルバムを引っ提げ、1999年7月17日から同年8月22日にかけてライヴツアー「1999 GRAND CROSS TOUR」を開催している。ツアータイトルに含めた「GRAND CROSS」は、西洋占星術のグループ・アスペクトの1つで、凶座相を意味する「グランドクロス」から取られている。このグランドクロスは、1999年8月に実際に起こった「太陽系の惑星が地球を中心に十字に並ぶ天体現象（惑星直列の一種）」であり、本作のひとつのコンセプトにもなった『ノストラダムスの大予言』に代表されるような「世紀末不安」と重なり、不吉の前兆を意味する用語とされていた。なお、hydeはこのライヴツアーで、ツアータイトルを表現した"十字状のマイクスタンド"を携えてパフォーマンスを行っている。
また、このツアーは、メンバーとスタッフの「誰もコンサートをやっていないところで開催する」というテーマを踏まえ、既存のスタジアムを基本的に用いず、各会場に特設ステージを設置するという大掛かりなものとなった（北海道公演は真駒内オープンスタジアムの既存会場で開催）。巨大駐車場などをステージとして利用した結果、全12公演で約65万人を動員する、L'Arc〜en〜Ciel史上最大規模のライヴツアーになっている。なお、1999年8月21日・22日に行われたツアー最終公演となる東京ビッグサイト 駐車場特設ステージ公演では、自己最多動員数の12万5千人（両日25万人）を動員している。また、8月21日の東京公演の模様は、Viewsic（現: MUSIC ON! TV）で生中継されている。そして翌日の8月22日の東京公演の模様は、スターTV・香港が最初に立ち上げた中国およびアジアの有料テレビ音楽ネットワーク、channel Vで、自身初のアジア各国におけるコンサートの同時生放送が行われており、各国合計の視聴者数は約1億人を記録している。なお、公演から約22年後となる2021年7月16日には、同年に開局30周年を迎えたテレビ局、WOWOWとバンドのコラボレーション企画「WOWOW×L'Arc〜en〜Ciel 30th L'Anniversary Special Collaboration」の一環として、東京公演の2日目の模様が再び放送されている。
ただ、ライヴ会場がコンサートで使用されることを想定して作られた場所ではないことから、ほぼ全ての会場で基盤整備を行う必要があったという。バンドの所属事務所の代表を務める大石征裕は、2014年のインタビューでこのツアーを振り返り「全部地ならししなきゃいけないんですよ。砂利を引かなきゃいけなかったりとか」と述べている。ちなみに、大阪公演で使用した大阪コスモスクエアの駐車場では、現状のままだと観客を入れることができないという理由で、大阪湾の埋め立て工事を実施している。また、メインステージのセットは、全て仮設ながら横幅が170mにおよび、ステージの中央部にはアルミニウム製の籠状の巨大球体装置が設置されている。この球体装置は川崎重工業が製作したもので、開閉式の前面ゲート部は「空気の供給によって動作する」という仕組みになっている。このように、一回きりのライヴではなくツアーというかたちで全国各地をまわり開催したため、造成工事や舞台装置の組立・解体・運搬などに莫大な費用が掛かるツアーとなり、興行収益は大赤字だったという。こういった事情もあり、大石曰く、当時のソニー・ミュージックエンタテインメントで社長を務めていた丸山茂雄に「だから土木はやめろ」と言われたという。後年hydeは、このツアーを振り返り「どこの会場もそうだったんだけど、地平線がね、人の海だったんですよ。あれはもう、今でも忘れられない光景だね」と述べている。また、tetsuyaは「ラルク史上最大規模のツアーだから印象に残っています」と2021年のインタビューで述懐している。
そしてツアーを終えたL'Arc〜en〜Cielは、シングル「LOVE FLIES」と「NEO UNIVERSE／finale」の制作に着手していく。その後、1999年12月31日から2000年1月1日にかけて東京ビッグサイトで自身初のカウントダウンライヴ「RESET>>LIVE *000」を開催。このライヴは、「finale」を"1000年代という千年の最後を締め括るライヴの一曲目"に、「NEO UNIVERSE」を"2000年代という新時代突入の一曲目"に配置したセットリストで行われている。なお、このライヴは東京ビッグサイトの東館展示ホール1-3で開催されたが、隣接する東館展示ホール4-5では大型ビジョンでライヴの模様を生中継する"リアルタイムヴァーチャルライヴ"が実施され、全ホールで計55,000人の観客を動員する大規模なカウントダウン公演となった。さらに、新年のカウントダウンで多くの人が集まっていた全国各地の街頭に設置されたビジョンで、1999年12月31日23時59分頃から、観客によるカウントダウンと「NEO UNIVERSE」を初演奏している模様を生放映する、"L'Arc〜en〜Cielとともに1990年代を締めくくり、新たな時代を迎える"という企画が行われた。hydeは2012年に発表した自叙伝の中で、このライヴを振り返り「2000年になる瞬間、ミレニアムには、派手に何か記念になることをしたいなって思ってたから、"RESET>>LIVE *000"っていうカウントダウンライヴが出来たのは嬉しかった」「（1999年12月31日放送の）紅白歌合戦が終わって、代々木からヘリでビッグサイトの会場へ飛んだんだ。地上は大渋滞で真っ赤っかだった。それをヘリで飛び越して行ったんだ、あの時の光景は、夢みたいに素敵で最高に楽しい大晦日のパーティだった。真っ赤なレインボーブリッジを見ながら、してやったりってね。そして、俺達は「NEO UNIVERSE」で2000年を迎えたんだ」と述懐している。
こうして新時代を迎えた2000年の初頭から、L'Arc〜en〜Cielは8thアルバム『REAL』の制作に向けて動いていくこととなる。

### リリース形態
フィジカルは、現在までにCD、MDの2種類が発表されている。CDは通常盤の1形態で発売されており、初回限定仕様は、スーパーピクチャーレーベルディスク、スペシャルパッケージ仕様となっている。ちなみに、本作ではCD、MDの他に、一般流通されていないがアナログ盤も生産されている。このアナログ盤はバンドの関係者にのみ配られたもので、本作の制作に携わったマニピュレーターの斎藤仁曰く「非売品で100枚か200枚、限定で作った」という。
また、CD発売から約7年後の2006年12月13日には、バンド結成15周年記念に行われた企画「L'Anniversary」の一環で、ジャケットデザインを一新し、DVDを新たに付属した再発盤『ark 15th Anniversary Expanded Edition』が『ray 15th Anniversary Expanded Edition』と合わせリリースされた。新たに特典として付けたDVDには、本作に収録されたシングル表題曲のミュージック・ビデオのメイキング映像や、共同プロデューサーである岡野ハジメをはじめとした関係者のインタビュー、コンサートの舞台裏のドキュメンタリーなどが収録されている。ちなみに、この作品に収められたCDは、全てオリジナル盤と同じ収録内容となっており、リマスタリングなどはされていない。
さらに、結成15周年を記念した再発盤の発売から1週間後の2006年12月20日には、収録曲の「HEAVEN'S DRIVE」「Driver's High」「Cradle」「Larva」がダウンロード販売を開始した。さらに、翌週の同年12月27日には、「Butterfly's Sleep」「Perfect Blue」「真実と幻想と」「What is love」「Pieces [ark mix]」がダウンロード販売を開始している。ちなみに、「forbidden lover」と「DIVE TO BLUE」は同年9月27日に配信を開始している。2012年11月7日には、ソニー・ミュージックエンタテインメントがiTunes Storeに参入したことに伴い、日本のiTunesにおいても配信が開始され、これによりほぼ全ての音楽配信サイトにてダウンロード販売が解禁された。
2014年10月22日には、本作を含めたアルバム全12タイトルのハイレゾリューションオーディオ音源が各種音楽サイトで配信された。このハイレゾバージョンでは、内田孝弘（FLAIR）によるリマスタリングが行われている。また、2019年12月11日には、Spotify、Apple Musicをはじめとした各種サブスクリプションサービス（定額制音楽配信）にて、この日までに発表したL'Arc〜en〜Cielの全楽曲のストリーミング配信を全世界で一斉解禁している。
2022年5月18日には、本作を含めた過去に発表したアルバム作品を、メンバー監修の下でオリジナルマスターテープを使いリマスタリングしたボックス・セット『L'Album Complete Box -Remastered Edition-』が発表されている。この作品に収録されたリマスタリングアルバム『ark (Remastered 2022)』では、ランディ・メリル（Sterling Sound）によるリマスタリングが行われている。ちなみにこのリマスタリングアルバムは、フィジカル発売と同日にダウンロード配信（ハイレゾリューションオーディオ音源含む）およびストリーミング配信が開始されている。
| リリース       | タイトル                              | 規格                                                                              | マスタリング・エンジニア             | 備考 |
| -------------- | ------------------------------------- | --------------------------------------------------------------------------------- | ------------------------------------ | --- |
| 1999年7月1日   | ark                                   | - CD - MD                                                                         | テッド・ジェンセン（Sterling Sound） | - 日本、台湾、香港、タイ、マレーシア、シンガポール、フィリピンでCD同時発売 - アナログ盤も数量限定で生産されているが、これは関係者向けに配布されたもので一般流通されていない                                                                                             |
| 2006年12月13日 | ark 15th Anniversary Expanded Edition | - CD（＋DVD）                                                                     | テッド・ジェンセン（Sterling Sound） | ジャケットデザインを一新し、特典DVDを付属した再発盤。CDの収録内容は1999年に発売したオリジナル盤と変更なし |
| 2006年12月27日 | ark                                   | - ダウンロード配信                                                                | テッド・ジェンセン（Sterling Sound） | - 2006年9月27日に「forbidden lover」「DIVE TO BLUE」を配信開始 - 2006年12月20日に「HEAVEN'S DRIVE」「Driver's High」「Cradle」「Larva」を配信開始 - 2006年12月27日に「Butterfly's Sleep」「Perfect Blue」「真実と幻想と」「What is love」「Pieces [ark mix]」を配信開始 |
| 2014年10月22日 | ark                                   | - ハイレゾリューションオーディオ配信                                              | 内田孝弘（FLAIR）                    | - |
| 2019年12月11日 | ark                                   | - ストリーミング配信                                                              | テッド・ジェンセン（Sterling Sound） | - |
| 2022年5月18日  | ark (Remastered 2022)                 | - CD - ダウンロード配信 - ハイレゾリューションオーディオ配信 - ストリーミング配信 | ランディ・メリル（Sterling Sound）   | フィジカルはボックス・セット『L'Album Complete Box -Remastered Edition-』に収録 |

## 評価

### 批評
- 音楽ライターの青木優は『音楽と人』のレビューにて、本作について「みんなが1個のイメージに向かって疾走するのではなく、それぞれのアイディアを思い思いにキャンバスに描いているかのよう。つまりビートルズの『ホワイトアルバム』に似た作りで（そっちは通常の2枚組なんだけど）、メンバーそれぞれが表現の場を持った民主主義的な作品だと言える。そのはずなのに、どの曲も音の粒が透き通って聴こえるというシュールな統一感があるのが不思議。そこが＜バンド＞であるゆえんか[39]」と表現、批評している。また、青木は「全員が曲を書いているのはともかく、弦アレンジやらターンテーブルやら担当以外のことにも果敢に挑んでいて驚いた[39]」とコメントしている。- シンコー・ミュージック『音楽と人』（1999年8月号）
- 音楽ライターの神谷弘一は『ROCKIN'ON JAPAN』のレビューにて、本作について「同時リリースの『ray』が、彼らの持ち味であるダークな世界観を極限まで追求した一枚だったとすれば、こちらは無敵の勢いで驀進するトップ・バンド、ラルクのスケール感を凝縮させた一枚といえる[40]」と表現している。また、神谷は「とはいえ、ありがちなメジャー志向作ではない。ラルクの中ではストレートな部類に入る曲が多いものの、ニューウェイヴ〜インダストリアル系の音色が随所に盛り込まれているし、ギター奏法にも常套フレーズに頼った部分はない[40]」「構築度の高い演奏が、万人にアピールする華やかな存在感に直結していた点こそ、当時の彼らの凄みだった[40]」と評している。 - ロッキング・オン『ROCKIN'ON JAPAN』（2004年7月号）
- 音楽評論家の遠藤利明は『別冊宝島』にて、本作について「同時発売の『ray』がロックなナンバーを主軸にしていたのに対し、『ark』はhydeがじわじわ歌い上げる6分の大曲で始まり、バラードでしめくくられる。メランコリックな雰囲気の”Cradle”、アップテンポではあるけれどストリングスが活躍する”Butterfly's Sleep”など、アルバム全体としてポップで、ドラマチックなメリハリを強調した作りになっている[41]」と批評している。また、遠藤は「さて、『ark』に（『ray』にも）表されたドラマチックさとはなにか。それは、終末感だ。『ark』とは方舟（はこぶね）を意味している（"HEAVEN'S DRIVE"の詞にこの言葉が登場する）。かつて神は、洪水により世界をいったん御破算にして、人類にやり直しさせようとした。そして、選られた家族と動物のつがいだけが方舟に乗り、生き延びたのだった。一方、hydeの詞は現世からの逃避をたびたびモチーフにし、死や昇天の暗示を散りばめ、楽園、神、魂といったレトリックを使ったものだ[41]」「97年の山一證券破綻以後、日本経済の低迷が顕著になり、現実的な閉塞感が強まってもいた。逆にだからこそ、方舟に乗ってどこかへ飛び出そうと呼びかけるラルクは、若年層になお残っていていた世界からの逃避願望にフィットしたのではないか[41]」と評価・分析している。- 宝島社『別冊宝島1399 音楽誌が書かないJポップ批評47 L'Arc-en-Cielの奇跡』（2007年2月）

### チャート成績
- 発売初週となる1999年7月12日付のオリコン週間アルバムチャートにおいて、前作『HEART』に続いて3作目の週間首位を獲得している。また、同日発売の『ray』と合わせ、2週連続で週間1位・2位を独占している (どちらの週も1位『ark』、2位『ray』)。さらにアルバム作品では通算3作目のミリオンセラーを記録。同日発売の『ray』とともに累計売上でダブルミリオンも記録している。そして1999年7月度のオリコン月間アルバムチャートでは、前作以来となる月間首位を獲得。同年度のオリコン年間アルバムチャートでは年間5位を記録している。なお、本作はオリコン歴代アルバム売上ランキングにおいて、2023年時点で歴代57位にランクインしている。
- また、本作はチャート圏外になって以降も売上を伸ばし続けており、同時発売された『ray』と合わせ、現在までにトータルで600万枚を超えるセールスを記録している[42]。

## 収録曲
| #         | タイトル              | 作詞      | 作曲      | 編曲                          | 時間  |
| --------- | --------------------- | --------- | --------- | ----------------------------- | ----- |
| 1.        | 「forbidden lover」   | hyde      | ken       | L'Arc〜en〜Ciel, Hajime Okano | 6:01  |
| 2.        | 「HEAVEN'S DRIVE」    | hyde      | hyde      | L'Arc〜en〜Ciel, Hajime Okano | 4:15  |
| 3.        | 「Driver's High」     | hyde      | tetsu     | L'Arc〜en〜Ciel, Hajime Okano | 4:10  |
| 4.        | 「Cradle」            | hyde      | yukihiro  | L'Arc〜en〜Ciel, Hajime Okano | 4:56  |
| 5.        | 「DIVE TO BLUE」      | hyde      | tetsu     | L'Arc〜en〜Ciel, Hajime Okano | 5:33  |
| 6.        | 「Larva」             |           | yukihiro  | L'Arc〜en〜Ciel               | 3:55  |
| 7.        | 「Butterfly's Sleep」 | hyde      | ken       | L'Arc〜en〜Ciel, Hajime Okano | 5:10  |
| 8.        | 「Perfect Blue」      | tetsu     | tetsu     | L'Arc〜en〜Ciel, Hajime Okano | 3:48  |
| 9.        | 「真実と幻想と」      | hyde      | ken       | L'Arc〜en〜Ciel, Hajime Okano | 5:22  |
| 10.       | 「What is love」      | hyde      | tetsu     | L'Arc〜en〜Ciel, Hajime Okano | 4:13  |
| 11.       | 「Pieces [ark mix]」  | hyde      | tetsu     | L'Arc〜en〜Ciel, Hajime Okano | 5:45  |
| 合計時間: | 合計時間:             | 合計時間: | 合計時間: | 合計時間:                     | 53:08 |

| #         | タイトル                                | 作詞      | 作曲      | 編曲                          | 時間  |
| --------- | --------------------------------------- | --------- | --------- | ----------------------------- | ----- |
| 1.        | 「forbidden lover - Remastered 2022」   | hyde      | ken       | L'Arc〜en〜Ciel, Hajime Okano | 6:01  |
| 2.        | 「HEAVEN'S DRIVE - Remastered 2022」    | hyde      | hyde      | L'Arc〜en〜Ciel, Hajime Okano | 4:15  |
| 3.        | 「Driver's High - Remastered 2022」     | hyde      | tetsuya   | L'Arc〜en〜Ciel, Hajime Okano | 4:10  |
| 4.        | 「Cradle - Remastered 2022」            | hyde      | yukihiro  | L'Arc〜en〜Ciel, Hajime Okano | 4:56  |
| 5.        | 「DIVE TO BLUE - Remastered 2022」      | hyde      | tetsuya   | L'Arc〜en〜Ciel, Hajime Okano | 5:33  |
| 6.        | 「Larva - Remastered 2022」             |           | yukihiro  | L'Arc〜en〜Ciel               | 3:54  |
| 7.        | 「Butterfly's Sleep - Remastered 2022」 | hyde      | ken       | L'Arc〜en〜Ciel, Hajime Okano | 5:10  |
| 8.        | 「Perfect Blue - Remastered 2022」      | tetsuya   | tetsuya   | L'Arc〜en〜Ciel, Hajime Okano | 3:48  |
| 9.        | 「真実と幻想と - Remastered 2022」      | hyde      | ken       | L'Arc〜en〜Ciel, Hajime Okano | 5:22  |
| 10.       | 「What is love - Remastered 2022」      | hyde      | tetsuya   | L'Arc〜en〜Ciel, Hajime Okano | 4:13  |
| 11.       | 「Pieces [ark mix] - Remastered 2022」  | hyde      | tetsuya   | L'Arc〜en〜Ciel, Hajime Okano | 5:45  |
| 合計時間: | 合計時間:                               | 合計時間: | 合計時間: | 合計時間:                     | 53:07 |

## 楽曲解説
1. 「forbidden lover」　
1998年10月に14thシングルの表題曲として発表された楽曲。2週連続で発表されたシングルのうちの一作となっている。
マーチング・ビートのようなドラミングの上に憂いのあるボーカルが乗った壮大な楽曲となっており[43]、演奏時間が6分を超える大作となっている。作曲を担当したkenは、当初この曲を「まったりとした感じ」にしようと思っていたというが[44]、アレンジ作業を進めるにつれ、壮大で力強い楽曲に変貌していったという。楽曲制作を振り返り、kenは「家で作ってるときは、こんな濃い曲になる予定じゃなかったんですよ。それがギター・ソロにティンパニーを入れたあたりからすごいことになった[44]」と語っている。この曲の印象について、tetsuyaは「最初ね、"ソニック・ユースみたいに"って言ってたんですよ、kenは。だから、僕は"まったりした感じかなあ"って思ってたんだけど、いつの間にか、ドラマチックになってて。出来たのを聴いて、えらいことになってるなと[45]」とシングル発売当時のインタビューでコメントしている。
また、作詞者であるhydeも、完成したオケを聴いた際に「あまりに壮大で、ちょっと笑った[46]」といい、作詞作業を行うにあたりhydeは「あんまり深く考えずに書きだしたんだけど、"こりゃ間奏に持っていく言葉が普通では負けてしまうな"と思って[46]」と語っている。こういった経緯もあってか、曲の雰囲気に引っ張られるように、＜神の名を＞、＜新たなる国＞といったインパクトのある強いフレーズが歌詞に取り入れられている[46]。hydeはこれらのフレーズについて、「今回ね、"神"よりも"国"のほうが俺にはデカかった。"国ってお前、何様や!?"って（笑）。神は象徴的なものとして残るとは思うけど、自分の詞の歴史の中で、"国"を使ったことはたぶん、無い。でも、自分のMINDはそこまでいってましたからね[47]」と述懐している。
ちなみにこの曲のテンポは、過去にkenが作曲を手掛けた「fate」「花葬」とほぼ一緒になっている[44]。この曲のテンポについて、kenは「最近、どうも落ち着くなっていうのがこのテンポなんで[44]」とシングル発売当時のインタビューで語っている。また、kenは2011年に公開されたインタビュー記事において「どれぐらいの速さがミディアムって言うのか分からないけど、確かに「花葬」とか「fate」とか書いている時は、それぐらいのテンポ感が、気持ち良くて仕方なかったっていうのは覚えてますね。テンポ萌えしてた。そのテンポを聴くだけで気持ち良くなってた[48]」と当時を述懐している。
さらに、ドラムのフレーズには、バックビートを刻む一般的なドラムビートではなく、変則的なマーチング・ビートが採り入れられている[49]。そのため、ほとんどがスネアドラムで構成されており、フィルインもスネアが主役となっている。これに伴い、ハイハットは殆ど使われておらず、フィルインの時にしか使われていない。フィルイン自体も、手数の多いyukihiroにしては簡素で、既記したスネアを中心にハイハット、その組み合わせにクラッシュシンバル、そしてタムを加えた簡素なものとなっている。また、yukihiroがフィルインでよく用いるチャイナシンバルも楽曲内で一切、使用されていない。
こういったドラムアプローチになったのは、作曲者であるkenの「スネアを使って巷にあまりないリズムで」というリクエストがきっかけとなっている[50]。yukihiroはドラム録りを振り返り「仕上がりはドラマティックになってるけどドラムは最後まで展開しない。それだけでカッコいいから、余計なことはいらないなと思った[51]」「スネアのアクセント移動だけで一曲やるのは、ZI:KILLのころにもあったからこっちは（「snow drop」のドラム録りと比べ）そんなに苦労はなかった。音色にはこだわったけど[50]」と述べている。また、ドラムの音は、yukihiroが実際に叩いたドラムの生音を素材編集ソフト、ReCycle!に取り込み、切り貼りなどの加工を施し作られている[52]。
kenはこの曲のバッキングギター録りで、自身のシグネイチャーモデルである「Fernandes LD-KK Custom」をセンターPUで弾いている[53]。また、サビから出てくるチャイムのようなクリーン・トーンは、フェンダー・ストラトキャスターの音にリング・モジュレーターとディレイを掛けたものとなっている[53]。さらに、ギターソロパートは、Z.VEXが開発した「Fuzz Factory」とハリー・コルベの改造マーシャルというセットでプレイされている[53]。ちなみにこの曲のベースは、アンプの音とラインの音、それにマーシャルの音という3種類の音のバランスを取ったサウンドとなっている[49]。
歌詞には、戦争によって引き裂かれる人間模様を描いた物語が綴られている。作詞を担当したhydeは、この曲のイメージについて「曲を聴いてると、僕は寒くなって、その中に…なんて言うんやろう…歴史的な過ちとか、統制とか…そういう時代の不可思議なものを感じて[46]」「戦争における時代のエゴな部分、たとえば人種の違いでなぜか殺されてしまったりとか。そういう歴史の陰の部分を感じて[46]」と語っている。また、hydeは作詞作業を振り返り「詞を書いてるときは、ずっと海の上で戦火に包まれる状況を考えてた[47]」と述べており、hyde曰く「国が争うことへの疑問とか、神への疑問[46]」をリリックのテーマにしたという。さらにhydeは、この曲の歌入れのイメージについて「攻撃的にならないように、もっと空間が見えるような声にしたいなって思っていました[46]」と述懐している。ちなみにこの歌詞のテーマは、前作『HEART』に収録された「fate」と通ずる世界観となっており[46]、歌詞を手掛けたhyde自身も「テーマ的にほとんど同じ[46]」と語っている。
余談だが、こういった悲劇的なストーリー仕立ての歌詞になった背景について、hydeは「映画『ドラキュラ』の影響があるかもしれない」と述懐している[47]。この曲の歌詞と前述の映画の内容を照らし合わせ、hydeは「（映画から）直接どうのこうのってのはないだろうけど。"ドラキュラが神を呪う"って言葉が残ってたのかな。映画はね、ドラキュラが神のために戦争に行って勝つんですよ。でも、自分の恋人は敵に殺されてた。それで"俺は何のために戦ってきたんだ？"ってなって。俺は"そんなもんだろう"って見ながら思ってたけどね[47]」とシングル発売当時のインタビューで語っている。
2. 「HEAVEN'S DRIVE」
1999年4月に15thシングルの表題曲として発表された楽曲。
ポップなメロディと荒々しいロックンロールが同居したような疾走感溢れるナンバー。作詞・作曲を担当したhydeは、この曲のイメージについて「サビはキャッチーな感じにしたいなって。でも、それまではロックンロールな感じがいいかな、と[54]」「漠然とですけどね、ライブでノリノリな曲が欲しいなと思ってて。頑なにハードに終わるんじゃなくて、サビはキャッチーなほうがいいかなって[54]」「叫べる感じのAメロっていうのをやりたかった、早口で[54]」と語っている。また、制作を振り返り、hydeは「前のリリースからけっこう間があいてるし、TVとかも最近出てないんで、冒頭のシングルは景気がいいやつがいいかなっていうのはありました[54]」「景気がよくて、媚びた感じのないやつ。媚びた感じのやつって、基本的にはあんまり出来ないですけど。ただ、キャッチーの度合いですよね。受け止めやすいけど"いかにも"っていうふうになっちゃうなと思ったら、その時点で自分で変えてる。その境目っていうのは人それぞれだと思うけど、自分の枠の中でいい感じかどうか考える[54]」と語っている。
この曲のベースプレイにおいてtetsuyaは、1960年代製のビザール・ベース「VOX PHANTOM IV」を使用している[20]。tetsuyaが弾くこの曲のベースラインについて、hydeは「まさかあのラインでくるとは思ってなかった。うん、カッコいいと思った[54]」とシングル発売当時のインタビューで述べている。また、後年hydeは、2012年に発表した自叙伝でも「「HEAVEN'S DRIVE」なんて、元々イントロは単純なギターのリフで3つのコードだけだったんだけど、そこにtetsuyaのあのベースのフレーズが来たから、あれだけカッコいい曲になった[55]」と評している。さらに、バンドの共同プロデューサーを務める岡野ハジメは「プリプロ中に通常のバンドパターンでアレンジをしながら作っていったんですけど、あれすごい難しいベースラインだと思うんですけど、割とあっさりね、tetsuが弾きだしたんですよ、突然。ちょっとその経緯は忘れちゃったんですけど。あれをもしスタジオミュージシャンに"これ弾け"って譜面を書いて渡したら、すごい苦労するベースだと思うんですけど、さらっと弾いちゃうんだよね。きっとね、あれが"tetsu節"だと思うんですよ、ベーシストとしての。彼のベースの…キャリアの中でも三本指に入るいいテイクだと思いますね[10]」「60年代のVOXっていうちょっと変わったベースを彼が使ってたんですけど、その音色とフレーズ、あとyukihiroくんのドラムパターンとのコンビネーションが僕のツボだったんですね。で、すごい興奮してて俺一人で。"カッコいい!"ってギャーギャー騒いで。ちょっとtetsuが引いてましたけどね（笑）[10]」と後年のインタビューで評価している。ただ、tetsuya自身はこのベースラインに苦慮したわけではないようで、ベース録りを振り返り「プリプロで初めて4人で音を合わせたときから弾いてました。1発OKって感じで。プリプロからレコーディング本番までラインを少し整理するだけでした[56]」「アルバムのなかでもいちばん簡単に録れた曲でした[18]」と述べている。
この曲のギターソロは2部構成となっており[19]、前半部分はクリーンを主体としたトーン、後半部分はダーティーなトーンで鳴らしている[19]。2部構成にした理由について、kenは「ソロの後半部分を"小汚い音"にするつもりだったから、その対比を出したくてね[19]」と述べている。ギターソロの前半部分のバックに微かなノイズが入っているが、これはken曰く「ワウのノイズ[19]」だという。このように、ギターソロの前半と後半で二重人格のようなギターサウンドとなっており、ken独特のタメを効かせたプレイもみせている[19]。このギターソロ録りを振り返り、kenは「"拍があっていれば全てOKなのか？"といったら、そうでもないんだよ。だからタメは、曲にフワッと乗る感じかな[19]」と述懐している。余談だが、この曲にはレッド・ツェッペリンのさる楽曲のサビのリフを彷彿とさせるギターフレーズが登場するが[57]、これはhydeが仮で弾いていたギターリフだったという[57]。kenはギター録りの際に、このフレーズをそのまま採用し弾いたという[57]。ちなみに、音源のギターはすべてkenが弾いているが、ライヴでこの曲を披露する際はhydeもギターを担当している。
歌詞は、hydeの中にある怒りの感情を歌にしたものとなっており[58]、国が定める法律やメディアに対する怒りを綴ったリリックとなっている[58]。また、この歌詞には、メジャーシーンを一気に駆け上がった当時のL'Arc〜en〜Cielを取り巻く環境に対するhydeの思いも含まれており、＜傷口をなぞって 喘ぐ声が好きなんだ そんなレンズ越しの蛇に遊ばれて 囚われた気分さ＞や、＜眩しいくらいの日差しに恋焦がれてるんだ＞といったフレーズが登場している。
アルバム発表前に受けた音楽雑誌のインタビューにおいて、hydeは「同世代でデビューした人が撮られていったから、いつかは（自分に）まわってくるのかなって気はしてましたけどね。そういうの見てても"何でそんなことまですんの？"って。俺、人のを見ても思うんですよ。"放っといたれよ、そんなの"って[58][59]」「いろんな人が聴いてくれる。両親とかも喜んでくれる。そういうのはすごい嬉しいんだけど。それと同時に、そういう状況はやっぱり"辛いな"という感じ[59]」と述べている。
ちなみにこの曲の歌詞に登場する＜生まれすぎた悪夢が膨張して＞というフレーズに関し、hydeは「俺はそこでは法律のことに対して怒ってるから。だから、生まれすぎた法律で止められない悪意をさしてるんです[58]」と当時語っている。また、音楽誌のインタビュアーから「特定の人達をアジテートすることに対して恐怖心とかは感じなかったか[58]」「歌詞でここまで言い切ることに対して恐怖心とかは感じなかったか[58]」と聞かれた際に、hydeは「怖さよりも勝ってんだよ。怒りの方が。だから怖さとか感じない[58]」と述べている。さらに、この曲の歌詞の中には、本作に収録された楽曲で唯一、アルバムタイトルを意味する＜箱船＞が登場する。
余談だが、本作発売当時にhydeは、プライベート空間を侵害されることに対する思いを語っている。当時の音楽雑誌のインタビューでhydeは「"何でそんなこと、みんなに言わなきゃいけないの？"っていうのがある[58]」と語っており、「なんか、追い回されるぐらいだったら、周りのスタッフみんなでパシャパシャ写真撮ってバラまいて。それで儲けたお金で、みんなで酒とかに換えた方がよっぽどね。自分たちで（情報を）コントロールしてる気がするよ[58]」と皮肉交じりに述べている。このように、当時のhydeは"自分は芸能人ではない"という意識を保つことで、メディアというプレッシャーから自分を守ろうとしていたことが窺える[58]。また、hydeは、2012年に自身が発表した自叙伝で「"なんで、私生活の本当かどうかを世間に言わないといけないんだ？"と、思ってる[60]」「もし、ここから先は芸能人で、ここから手前が芸能人じゃないっていう線があったら、芸能人じゃない所に行きたかったね。一般人との間のその線がどこに引かれているのか、俺はいまだにわからないけど[61]」と綴っている。
2005年にはパートチェンジバンド、P'UNK〜EN〜CIELとして、yukihiroのディレクションのもとリアレンジしたうえで、この曲をセルフカバーしている。このセルフカバーは、27thシングル「叙情詩」に「HEAVEN'S DRIVE 2005」として収録されている。このカバーでは、yukihiroの意向により原曲からテンポアップされている他、tetsuyaのアイデアによりサビ部分のコーラスをファルセットに変更している。ファルセットに変えた理由について、tetsuyaは「歌ってみて初めて"歌メロは意外とフレンチポップだったんだ"って思ったんですよ。だから、サビの上のほうのコーラスはあえてファルセットにしたんです。フレンチポップ感を出そうと思って[62]」と語っている。
3. 「Driver's High」
1999年8月に17thシングルの表題曲として発表された楽曲。タイアップが付いたことにより本作発売後にシングルカットされている。本作収録版では、曲の冒頭部分が前曲とわずかに音がつながったミックスとなっている。
疾走感溢れるメロディアスなドライブナンバー。作曲を担当したtetsuyaは、この曲のイメージについて「ドライブしながら聴くと気持ちいい曲を作りたくてできた[63]」と述べている。デモ音源の原型はtetsuyaがスタジオに向かう車内で浮かんだものが基になっており、tetsuyaは「Aメロ、Bメロ、Cメロぐらいまでできたのが車の中で、あとは家でギター弾きながらコードつけて、もっと煮詰めていったんですよ[64]」と制作について語っている。なお、編曲作業には共同プロデューサーである岡野ハジメに加え、音楽ユニット、Scudelia Electroのキーボーディストである吉澤瑛師がコ・アレンジャーで参加している。吉澤は他にもキーボード、オルガン、プログラミングをこの曲で担当している。
歌詞はhydeが手掛けており、リリックのイメージについてhydeは「ガラッガラのまっすぐな道をゆったり走って…音楽全開でね。こう…ボーっと走ってるときがあるんですよね、まっすぐな道を[65]」「（ドーパミンが出ている）そのときが、すごい気持ちいいんですよ。で、その雰囲気を歌詞に使ってみようかなと[65]」と語っている。ちなみにタイトルは、人間が走った後に感じる強烈で刹那的な幸福感を表すランナーズハイを元ネタとした、hydeによる造語となっている。hydeは、このタイトルに決めた経緯について「ドライブをしてて、いちばん気持ちいい瞬間があるんですよ。それを"Driver's High"とね、命名した[65]」と語っている。
この曲はライヴで大きな盛り上がりを見せる曲の一つとなっており、公演の本編終盤やアンコールの際に演奏されることが多く、L'Arc〜en〜Cielの1990年代後半以降のライヴにおけるスタンダードソングとなっている。また、ライヴでは観客とのコールアンドレスポンスを交えて披露されることが多い。
余談だが、2012年に発表したトリビュート・アルバム『L'Arc〜en〜Ciel Tribute』では、L'Arc〜en〜Cielと同じレコード会社に所属していたロックバンド、TOTALFATがこの曲のカバーを行っている。このカバーでは、テンポアップしハードコアアレンジを施し演奏している。
4. 「Cradle」
トリップ・ホップからの影響が色濃い、yukihiroの嗜好を反映させたような楽曲。この曲を制作するにあたり、作曲を担当したyukihiroは「ブリストル方面に頭がいってた[66]」と語っており、具体的にはマッシヴ・アタックなどを制作時にイメージしていたという。その影響からか曲中でスクラッチの音が採り入れられているが、これはyukihiroがターンテーブルを使用し鳴らしている。スクラッチを入れた経緯について、yukihiroは「この曲を作ったとき、ちょっと意識した音作りがあって…。そういう感じになればいいなと思って、ちょっとスクラッチ入れてみるかって思ったんだよね[67]」と述べている。なお、yukihiroはこの曲の制作を振り返り「初めて歌メロから曲を作った[67]」と語っている。
この曲の間奏のドラムでは、ドラム・ループをSherman Filter Bankという音を被せて使う機材に通し、スタジオで鳴らした音をステレオ録音している[52]。ちなみに、この曲のドラム・ループはリズムマシンによる打ち込みではなく、yukihiroがあえて生でドラムを叩いている[67]。yukihiroは、このドラム・ループについて「ループしてないんだよ、あれ。ドラムは全部ね、生で叩いてる[67]」「ループしてもいいんだけど、しなくてもできるんなら（自分で叩けば）いいかなと思って（笑）。で、それを録るときに、フィルター・バングを通したものをいっしょに入れようと考えて[67]」と述べている。
なお、yukihiroが叩いた生ドラムは、すべてステレオではなくモノラル録音となっている[52]。ちなみに、本作及び『ray』に収録された楽曲の生ドラムは、yukihiroの意向により、すべてモノラル録音となっている[68]。yukihiroは、この時期にモノラル録音にこだわっていた理由について、「そういう音像感が好きなんでしょうね。ステレオものの空気感を出しやすいから、包み込みたいときには包み込めるし。ちょっとしたタンバリンとかのパーカッション入れるときも、普通はちょっと振ったりするもんなんだけど、"気持ち悪いから真ん中にしてください"って言ってますね[68]」「家で制作してるときは、ドラムだけじゃなくて、俺、一度すべての楽器をモノにして聴いてみるんですよ。結局、モノにしてみていらないなぁと思うものは、アレンジ上必要ない音。ステレオの空気感を出したいときはもっと凝る部分があってもいいと思うんだけど、基本的にはモノにしたときにヘンにぶつかり合ってるものがなければ、それが正解だと思ってるから[68]」と本作発売当時に語っている。
余談だが、この曲に使用したSherman Filter Bankはyukihiroの私物となっているが、レコーディング現場に持ってきた際に、共同プロデューサーの岡野ハジメがこの機材を甚く気に入ったという[67]。そして岡野が気に入ったことにより、この曲の他にも、本作及び『ray』に収録された楽曲の多くでこの機材が使われることになったという[67]。
また、この曲のレコーディングでkenは、レスリー・スピーカーを使用してギター録りを行っている[69]。ちなみにkenは、本作発売当時に受けたインタビューにおいて「アルバムの中でギタリスト視点で印象に残っている曲」としてこの曲をあげており[69]、「この曲のギター・ソロ、今年のナンバー・ワンのひとつ[69]」と述懐している。
ちなみにこの曲は、1999年に本作を引っ提げて開催したライヴツアー「1999 GRAND CROSS TOUR」の後、長きにわたりライヴで演奏されていなかったが、2021年にバンド結成30周年を記念して開催したライヴツアー「30th L'Anniversary TOUR」のAichi Sky Expoの初日公演において約22年ぶりに披露されている。
余談だが、2016年8月11日にyukihiroのソロプロジェクト、acid androidとロックバンド、THE NOVEMBERSの共同主催によるDJ&ライヴイベント「acid android in an alcove vol.8 × THE NOVEMBERS PRESENTS 首」が開催されているが、このイベントでTHE NOVEMBERSはこの曲をカバーしている[70]。カバーするにあたり、同バンドのボーカル、小林祐介は「THE NOVEMBERSとしてL'Arc〜en〜Cielの曲をカバーするなら「cradle」。昔からそう決めていました[71]」「僕は相変わらずL'Arc〜en〜Cielの一ファンですが、今回一音楽家として、自分なりの回答をカバーという形で表現します[71]」とコメントしている。また、2018年に発表された同バンドのEP盤『TODAY』には、スタジオ収録したこの曲のカバー音源が収められている。
本作発売年にはyukihiroが手掛けたリミックスバージョン「cradle -down to the earth mix-」も発表されており、その音源は17thシングル「Driver's High」のカップリングとして収録されている。2000年6月に発表したリミックスアルバム『ectomorphed works』には、シングル収録版とは別バージョンのリミックス音源「cradle [down to the moon mix]」が収録されている。リミックスアルバムに収録されたバージョンでは、原曲にもシングル収録版のリミックス音源にもなかった女性ボーカルの音が足されている。女性ボーカルを入れた経緯について、yukihiroは「hydeの日本語を、女性のほうは英語で言ってるんです。最初は単純に、掛け合いっぽくなっていいかな、と考えてたんですよ。トリッキーとかがやってるじゃないですか、ラップで。女性が普通に歌ってる後ろでベロッベロのラップをやってたりとか。ああいうのがカッコいいなと思って[72]」と述べている。
さらに、2016年にはyukihiroプロデュースのもと、共同プロデューサーに牛尾憲輔（agraph）を迎え、この曲をアコースティックなサウンドにリアレンジしたバージョンが発表されている。このアコースティックバージョンは、41stシングル「Don't be Afraid」に「Cradle -L'Acoustic version-」として収録されている。アコースティックバージョンにするにあたり、yukihiroは「自分がやるならアンビエント／チルアウトっぽい形にしたいなと思っていた[73]」という。ブリストル・サウンドを意識して原曲を制作したことを踏まえ[73]、このバージョンの制作でも大きな展開のない、ループが印象的なアレンジが施されている[73]。制作では、多くのサンプラーやアナログリズムマシン等を使い、ストリングス、サックス、ピアノ、ストリング・ベース、スネア、リムショット、パッドなどの音を原曲から足している他、原曲のリハーモナイズも行われている[73][74]。ちなみに、キックはRoland TR-808で鳴らしているが、スネアはyukihiroが所有する実機のTR-606の音が採用されている[73][74]。
5. 「DIVE TO BLUE」
1998年3月に9thシングルの表題曲として発表された楽曲。1997年に東京ドームで開催した復活ライヴ「1997 REINCARNATION」で先行演奏されていた楽曲で[注 5]、本作に収録されたシングル表題曲の中では最もリリース日の古い曲となっている。
浸透力あるメロディーラインとザ・キュアーを彷彿とさせるシンセ音が印象的なポップス。この曲の印象について、kenは「軽やかで、前に転がるような曲[75]」とコメントしている。また、作曲者のtetsuya曰く、曲作り期間中にプライベートで訪れた香港にてこの曲のデモ音源が生まれたため、仮タイトルを「Ah!香港」と名付けていたという[75]。ただ、実際は1996年に発表したアルバム『True』を制作していた時期にすでにデモが存在していたといい[75]、hydeは「『True』の曲出し会の時にも出てたんですよ。それをアレンジしてまた持ってきた。だから"あっサビが変わった"とかそんな印象[75]」と明かしている。ちなみにkenは、この仮タイトルについて「曲作り期間中に香港に行った後ろめたさをかき消すための口からデマカセ[75]」とコメントしており、仮タイトルを付けたtetsuya本人も「実際はすでに東京でできてた」とシングル発売時のインタビューで語っている。余談だが、この香港旅行にはtetsuya以外に、kenとyukihiroも訪れており、この曲の制作秘話と似たようなエピソードが「虹」の制作においても存在する[76]。
前述のhydeの発言の通り、アルバム『True』を制作していたときにデモ音源はあったが、音源版ではデモから大幅にメロディが変更されており、tetsuyaは「ちゃんと残ってるのはAメロくらい。Bメロも半分くらいは変わってるし、サビは似てるけど全然違う[77]」と語っている。ちなみに、音源に収録したベースは、デモで録ったテイクをそのまま活かしているという[78]。
さらに、この曲の大サビの部分には、最初のデモにはなかった手拍子の音が入れられている。手拍子を入れたのはtetsuyaの意向によるもので、この音を入れた経緯についてtetsuyaは「レコーディングも後半になった頃、スタジオから帰る車の中でその日のラフ・ミックスを聴いてたら、ちょうど交差点でギアをローに落として曲がろうとした時に、その大サビの部分になって。その時、"パパーンパーン"というクラップの音が頭のなかで鳴ったんですよ[77]」と語っている。ちなみに、この手拍子の音はken、tetsuya、yukihiroが叩いたものとなっている。余談だがtetsuyaは、手拍子を叩いた3人が香港に行ったメンバーであることを踏まえ、ブックレットに記載するクレジットの表記を"Hong Kong hand claps"にしたと語っている[79]。また、この手拍子には、レコーディングスタジオにあった足付きの灰皿をスティックで叩いた音がミックスされている[78]。なお、この音はtetsuyaが鳴らしたものであることから、tetsuyaに"Metal Percussion"というクレジットが付されている[78]。
歌詞は、作詞を担当したhydeの「自由に飛び込もう」というイメージで手掛けられている。この曲の歌詞について、hydeは「（人は）自分で勝手にレール作ってる部分があると思うんですよ。でも"仕事嫌やったらやめれば"っていう。他にしたいことがあればそれをすればいいじゃないですか。なんで嫌いなことを死ぬまで続けなあかんのっていう。でも、決めてるのは自分やから、その辺の疑問ですよね。"境界線なんてあってないようなもんですよ"ってことを言いたかった[80]」とシングル発売当時のインタビューで語っている。
また、タイトルに付けた「BLUE」は、hyde曰く「僕の中ではいちばん落ちつく、ときめく色彩[80]」「僕のなかでのブルーっていうのは、「winter fall」の雪もそうなんですけど、"自由"の色なんですよ。たとえば日曜にニカーッと晴れてたりすると、どっか行きたくなるとかあるじゃないですか。そういうイメージ[78]」だという。タイトルにこの色を入れたことについて、hydeは「少年時代、明け方ウロつくのが好きだったんですよ。その時間帯っていちばん自由を感じる瞬間で、街中が自分たちだけの世界のような気持ちで走りまわってたんですけど、それもちょっとかけてる。"その頃に飛び込もう"、みたいな[80]」と理由を語っている。こういったhydeのイメージが、歌詞の中に登場する＜今も 今も 覚えている 幼い頃に見た朝焼けを＞などのフレーズに反映されていることがうかがえる。
ちなみにhydeは、この曲の歌詞のイメージについて「前向きというとらえ方も出来るけど、後ろ向きってとらえ方もしようと思えばできるから。自分の中ではそういう解釈[47]」と音楽誌のインタビューで語っている。このように、この曲の歌詞は、かつて持っていた前向きさを取り戻そうとするリリックとも、もう昔には戻れないというノスタルジーに浸ったようなリリックとも解釈できるような内容になっている。
6. 「Larva」
北インドの太鼓、タブラの音をサンプリングして作った音を歪ませたループが印象的な[52]、テクノや先鋭的なエレクトロ・ミュージックを採り入れたインストゥルメンタル。この曲は、次曲「Butterfly's Sleep」に繋がるように配置されている。
この曲はもともとアルバムに収録する予定で制作されたものではなく、次曲「Butterfly's Sleep」を制作している際に、kenの「中近東にあるようなリズムのループが欲しい[69]」「民族（音楽）っぽいものを取り入れたい[66]」という思いを受け、yukihiroが制作したエスニックなループが基になっている[66]。yukihiroが制作したループを聴いたとき、ken曰く「リズムのループを聴いてたら"これ、ずっと聴いていたいよねえ"っていう話になった[69]」といい、これを機に次曲と独立した楽曲として本作に収録されることになった。
このように、次曲から枝分かれして生まれた楽曲であることから、曲のタイトルの意味も次曲「Butterfly's Sleep」（＝蝶）に合わせ、「幼虫」を意味するワードが選ばれている。
作曲を担当したyukihiroは、この曲について「「Butterfly's Sleep」がなければ、なかった曲[67]」と語っており、「今回みたいに、いわゆるテクノからバンド・サウンドへって劇的に変化するものは、（これまでに）やっぱりなかったと思うなぁ[67]」と述べている。また、この曲は全編yukihiroの自宅スタジオで制作されており、Roland TR-909などyukihiroの私物の機材を使用して作られている[52]。
2000年6月にはyukihiroが手掛けたリミックスバージョン「larva [ectomorphed long mix]」が発表されており、その音源はリミックスアルバム『ectomorphed works』に収録されている。このリミックスでは曲のサイズを変更し、7分を超える大作となっており、原曲よりも3分近く長くなっている。リミックスを行うにあたりyukihiroは、初めから曲を長くすることを考えていたといい[72]、「アンダーワールドとか好きで…歌の部分があって、後半になってノリノリになって長く続いていくじゃないですか。ああいう雰囲気を出したくて。ブロックごとに音が増えたり減ったりしていく感じですね[72]」と制作の方向性について述べている。
7. 「Butterfly's Sleep」
歪みの効いたギターとベースに壮大なストリングスが絡みあったオリエンタルな雰囲気のあるロック・ナンバー。この曲は前曲と繋がる構成となっており、前曲「Larva」の4つ打ちの打ち込みによるループが終始流されている[81]。
作曲を担当したken曰く、この曲の原型となる音源は、自身が高校生ぐらいの頃に作っていたという[82]。kenはこの曲について「原型はやっぱりもうちょっと違ったんですけどね。で、その時からずっとあって。L'Arc〜en〜Cielとしても何回かリハで曲出す時にやったり、時期じゃないだろう的なことで出さなかったこともあったりして。「虹」を出した時くらいにリハでも一回やったかな[82]」と語っている。
また、ken曰く、ハード・ロックを意識したうえでこの曲の原型が制作されたこともあり、原型のテンポは本作に収録された音源の倍ほどあったという[83]。この曲の原型がギターをメインに据えたハードな方向性で作られたのは、当時高校生だったkenがヘヴィメタルなどのハードな音楽に傾倒していたことや、キーボードを持っておらず使える機材が少なかったことが影響しているという[82]。そして、L'Arc〜en〜Cielとしてこの曲を制作するにあたり、原曲からメロディや構成をリアレンジしたうえ、新たにストリングスアレンジを施している。なお、弦編曲作業にはピチカートファイヴやMONDO GROSSOの作品制作に携わり、1998年に発表した「winter fall」の管弦編曲も手掛けた村山達哉が参加している他、作曲者のkenも参加している[84]。
余談だが、kenは学生時代に、tetsuyaが組んでいたByston-Wellというバンドにわずかの期間だが参加していたことがあった。ken曰く、同バンドに参加していたときに演奏していた楽曲のメロディの一部を、この曲のサビに転用しているという[85]。
8. 「Perfect Blue」
ハワイアン・ミュージックのようなトロピカルなギターやビートが印象的な楽曲。作詞・作曲を担当したtetsuya曰く「「Perfect Blue」は、スイスからドイツに向かう電車の中で浮かんだメロディ[86]」だという。また、この曲のアレンジの方向性について、tetsuyaは「プリプロの時に、どこかのリゾート…浜辺とかでラジオから流れてくるような雰囲気にしようってなって[87]」と語っている。
ちなみに、tetsuyaはこの曲のレコーディングで6弦エレクトリックベースのフェンダー・ベースVI（フィエスタ・レッドカラー）を弾いている[20][56]。このベースを使った理由について、tetsuyaは「俺、ロバート・スミス（ザ・キュアー）が好きなんですけど、彼が使ってるのを見てほしいなと思っただけ[20]」と述べている。なお、この曲のドラムの音はリズムマシン、Roland CR-78のサンプリングを用い制作されている[52]。
歌詞は、作曲を手掛けたtetsuyaが綴っており、自身を取り巻く環境に対し、若干毒づいたようなリリックとなっている。トゲのある歌詞にした理由について、tetsuyaは「メロディがかわいらしい曲だったから、これに可愛い歌詞を書いても面白くないから。だから真逆のとんがった歌詞をこの曲には書いてやろうと思って書いただけ[88]」と語っている。また、tetsuyaは歌詞のイメージについて「普段の何気ない1日の、僕の目から見た周りの景色を書いただけ。僕の立場になって1日過ごせば、ああいう景色です[87]」と本作発売当時のインタビューで語っており、＜この街中には僕から自由を 奪って逃げてく ほら あなたは誰？＞や、＜そんな作り話まで用意して手に入れた お金なんて吐き気がするぜ＞など、刺々しいフレーズが登場する。余談だが、tetsuyaは本作発売時に受けたインタビューの中で、"厚意で撮影した会場スタッフとの写真が交際写真と偽られ週刊誌に売られた"というエピソードを明かしている[7]。tetsuyaはこのエピソードについて「週刊誌の方から確認の話がきて。実際、写真を見せてらったんですよ。そしたら全然昔付きあってた人でも何でもなくて。ただ、何かのライヴの後かな。打ち上げで撮った写真なんですよ。その会場にスタッフとしていた女の子と。これはこうですよって説明したら載らなかったんですけど[7]」「しかも、3年ぐらい前の写真なんですよ。これが。それをわざわざひっぱり出してきて、そういう話を作って雑誌に売り込みにいく。面白いですよね、人間って（笑）[7]」と述懐している。ちなみにtetsuya曰く、タイトルの「Blue」は、「空や海の"青"」と「憂鬱な心を表す"青"」の2つの意味があるという[89]。
余談だが、当初この曲は、とある保険会社のテレビCMとのタイアップが決まりつつあり、まだ歌詞が付いていなかったこの曲のデモ音源をタイアップ先に渡していたという[88]。ただ、tetsuyaは歌詞を書く前に「タイアップに合わせて歌詞書かないよ。ちょっととんがった歌詞書きたいから[88]」とスタッフに宣言していたという。結果的に、歌詞をのせた状態の音源をクライアントに渡したところ、タイアップの話がなくなったというエピソードがある[88]。
また、1999年に本作を引っ提げて開催したライヴツアー「1999 GRAND CROSS TOUR」でこの曲を披露した際、hydeはコンガを叩きながらこの曲を歌唱している。なお、このツアーでこの曲を披露した際に、tetsuyaはESP製の6弦ベース[90]、kenは小型エレクトリックギターのフェルナンデス・ZO-3を弾いている。さらにyukihiroは、通常使うドラムセットの代わりにddrumのTrigger Tubeという任意のサンプリング音が鳴らせるパッドを叩いている。ちなみにこの曲は、このライヴツアーの後に開催したL'Arc〜en〜Ciel名義の公演において、長きにわたり演奏されていない。ただ、2022年にtetsuyaがソロ名義で開催したライヴ「TETSUYA "20th ANNIVERSARY LIVE"」でこの曲のセルフカバーが披露されている[91]。
9. 「真実と幻想と」
エキゾチックなギターフレーズが印象的な、異国情緒を誘う楽曲[92]。作曲を担当したken曰く「大きな船がゆっくり進んでいく感じのテンポを感じながら作った[93]」という。また、tetsuyaは本作に収録された楽曲で唯一、レコーディングで5弦ベースを使用している[20]。
作詞を担当したhyde曰く「曲を聴いたときに異国の雰囲気を感じた」といい、1994年にイメージビデオ『Siesta 〜Film of Dreams〜』の撮影で訪れたモロッコの情景をイメージし歌詞を書いたという。モロッコをイメージしたこともあってか、歌詞には＜カスバ＞や＜ベリーダンス＞といったアラブ文化圏で使われるワードが登場している。
また、冒頭の歌詞の＜肌を刻んで詩人は血で語る＞というフレーズに登場する＜詩人＞は、作詞者であるhyde自身を投影したものとなっている[94]。そのため、この曲の歌詞は、身を削って作品を描く表現者をテーマとしたものになっている[94]。hydeは、曲に歌詞をのせるという行為に関し「文字ってすごく二次元じゃないですか。詩人っていうのは二次元で、文字だけですべてを表現しようとする。それに、一生捧げる…って人[94]」「言葉で形にしていくっていう作業は、すごく身を削る作業だと思うんですよ。だから、僕自身は楽に生きたいと思ってても、自分が選んだこの世界は身を削る作業だらけなんです…だけど、それが出来た時の喜びを得るためにやってる[94]」とこの当時に語っている。
本作発売年にはyukihiroが手掛けたリミックスバージョン「真実と幻想と -out of the reality mix-」が発表されており、その音源は18thシングル「LOVE FLIES」のカップリングとして収録されている。このリミックス音源では原曲からコード感を全てバラしており、オリジナルと全く異なる音源に仕上がっている。この音源のベースラインについて、yukihiroは「レゲエというか、ダブっぽいっていうのはあったかもしれない[95]」と述べている。また、曲の後半において、ゲートで音をカットしている箇所があるが[95]、yukihiroは「曲が一旦静かな感じになって、次また盛り上げるときに、隙間があったほうがカッコいいかなと思ったんですよ[95]」と加工した理由を語っている。2000年6月にはリミックスアルバム『ectomorphed works』にシングル収録版とは別バージョンのリミックス音源「真実と幻想と [out of the reality mix #2]」が収録されている。なお、リミックスアルバムに収録されたバージョンは、シングル収録版から音の足し引きが行われていない。yukihiroは、リミックスアルバム収録版の制作を振り返り「元の音源自体は一緒で、卓上でいじってるだけですね。"変えなきゃいけない"って発想でなく、単純に"もっとカッコよくなんないかな"って。アイデアがあって、それでカッコよくなりそうだからやってるっていうところですね[72]」と述べている。
10. 「What is love」
全体的にゆったりとした曲調だが、サビでテンポアップし曲調が変わっていく哀愁漂うポップなナンバー。作曲を担当したtetsuya曰く、この曲のデモ音源は1997年に発表したシングル「虹」を制作していた頃、既に存在していたという[89]。
作詞を担当したhyde曰く、歌詞を手掛けるにあたり、作曲者であるtetsuyaから「ゲイ（同性愛）の感情」についての話があったという[89]。その話を受け、hydeはこの曲に「性を超えた愛」をテーマとしたリリックを綴っている[89]。なお、歌詞の中に＜染められた空の赤に僕は君は沈んだ＞というフレーズがあるが、この歌詞についてhydeは「"染められた"っていうのはそういう色に染まっちゃった。"染められた男女は沈んでしまった"っていうのは、"性は超えた"っていう意味なんですよ[89]」と述べている。また、作詞作業についてhydeは「この曲はデモ段階で仮の詞があったんで、結構、それを使ってたかな[23]」と述懐している。
ちなみにこの曲は、1999年に本作を引っ提げて開催したライヴツアー「1999 GRAND CROSS TOUR」の後のL'Arc〜en〜Ciel名義の公演において、長きにわたり演奏されていない。ただ、2022年にtetsuyaがソロ名義で開催したライヴ「TETSUYA "20th ANNIVERSARY LIVE"」でこの曲のセルフカバーが披露されている[91]。
11. 「Pieces [ark mix]」 (※)シングル発売時に制作されたMV映像
1999年6月に16thシングルの表題曲として発表された楽曲のアルバムバージョン。
ストリングスを多用した静かで柔らかな広がりを感じさせるバラードソング。作曲を担当したtetsuya曰く、1998年の年末にこの曲のイントロ、Aメロ、Bメロを制作していたといい、サビは1999年を迎えてから時間をかけて作ったという[96]。この曲の制作イメージについて、tetsuyaは「僕、個人的に『HEART』の最後に入ってる「あなた」がすごく好きなんですよ。それで「あなた」を超えるような名曲を書きたいなと思って。そこからスタートした[97]」と語っている。また、tetsuyaは、本作と『ray』に収録された自身が作曲を担当した楽曲の中で、「一番制作に苦労した楽曲」としてこの曲をあげている。tetsuyaは、この曲の作曲作業を振り返り「ゆったりしたバラードは、普通にやるとつまらなくなっちゃうから。この曲はベース・ラインだけでなく、作曲でも一番苦労しましたね。"普通すぎるメロやな"と思ったら、コード進行を変えたり、転調させたりしてひねっていくんです[86]」と語っている。なお、tetsuyaはこの曲について「自分の祖母を想って作った」と述べている[98][99]。
この曲の印象について、hydeは「この曲は僕が思ってたよりもニュー・ウェイヴっぽい感じに仕上がってるかなと思いますね。シンセの使い方とか、そういう感じがする[100]」と語っている。また、この曲のドラムアプローチについて、yukihiroは「ロック・バラードにならないように、大仰なことはやらないように気をつけてましたね[68]」と述べている。ちなみに、弦編曲作業には、外山和彦とバンドの共同プロデューサーである岡野ハジメに加え、作曲者であるtetsuyaも参加している。
歌詞は、作曲者であるtetsuyaが抱いていた楽曲のテーマをもとにhydeが手掛けている。hydeは作詞作業を振り返り「イメージが広がる前に（作曲者の）tetsu本人にどういう歌詞を書いてほしいか訊きましたからね。割と彼からスラッっとテーマが出てきたんで。時間の流れ、どうしようもない時の流れとか。形あるものは壊れていくじゃないですか。時間はどうしても戻ることはない。（中略）自分の目とか感覚に置き換えて書いていきましたね[100]」と語っている。後年tetsuyaは、この曲の制作におけるhydeとのやり取りを振り返り「「あなた」のときみたいに"こういう思いで曲を書いたから、こういう歌詞が乗ると嬉しい"って伝えたんです[99]」と述べている。
また、この曲の歌詞は、作詞を担当したhyde曰く「親になった気分[100]」で書いたという。そのため、この曲の歌詞は、時間を超えて生命が受け継がれていくことを綴ったリリックとなっている[100]。歌詞のイメージについて、hydeは「親の気持ちになって、俺があの人の親ならこう思ってるだろうなと[100]」と語っている。余談だが、この曲を制作している時期にhydeの親戚が亡くなっており、hydeはそのことが作詞作業に影響したとシングル発売当時のインタビューで述懐している[101]。こういったエピソードもあり、歌詞の中には＜いつまでも見守ってあげたいけどもう大丈夫 優しいその手を待ってる人がいるから顔を上げて＞や、＜たくさんの光がいつの日もありますように あなたがいるからこの命は永遠に続いてゆく＞といった残された子どもに向けた親の想いのようなフレーズが取り入れられている。
なお、タイトルの「Pieces（＝かけら）」は「親から見た子ども」を表現したワードとして付けられている[100]。hydeが付けたタイトルの印象について、tetsuyaは「"Pieces=かけら"というのは、ばあちゃんの孫、ばあちゃんのかけらが僕っていう。だからこれ、僕的には恋愛の歌じゃないんですよ[99]」と語っている。
ちなみにこの曲は、L'Arc〜en〜Cielのライヴにおいて「虹」や「あなた」とならび、ラストナンバーとして披露されることが多い。2015年に開催したライヴ「L'Arc〜en〜Ciel LIVE 2015 L'ArCASINO」の最終日公演でもラストナンバーとして披露されているが、この公演においてhydeは＜私のかけらよ＞というアウトロで歌っていたフレーズを、＜私のすべてよ＞というフレーズに変えて歌っている。
シングルに収録されたバージョンと異なり、最後のサビ前のオーケストラのアレンジを変更したバージョンで収録している。ライヴでこの曲を披露する際は、本作に収録されたバージョンで演奏されることが多い。
また、この曲のミュージック・ビデオは、"呪いを込められたナイフ"が長い月日をかけて世界を巡る物語が描かれており、ストーリー仕立ての映像となっている。この映像は音楽専門チャンネル、SPACE SHOWER TV主催の音楽賞「SPACE SHOWER Music Video Awards 99」の「BEST VIDEO OF THE YEAR」を受賞している。
ちなみに、2000年にシンガーソングライターのaikoは、自身がパーソナリティーを務めていたニッポン放送系ラジオ番組『aikoの@llnightnippon.com』において、この曲をピアノの弾き語りでカバーしたことがある[102]。

## ark 15th Anniversary Expanded Edition
2006年12月13日に、バンド結成15周年記念の一環で発売されたアルバム『ark』の再発盤。
オリジナル盤からジャケットデザインを一新し、DVDを新たに付属した限定作品としてリリースされている。新たに特典として付けたDVDには、本作に収録されたシングル表題曲のミュージック・ビデオのメイキング映像や、共同プロデューサーである岡野ハジメをはじめとした関係者のインタビュー、コンサートの舞台裏のドキュメンタリー、さらには1999年当時にL'Arc〜en〜Cielがプロモーションの一環で出演していたテレビ朝日系列番組『稲妻!ロンドンハーツ』での楽曲披露の模様が収録されている。
ちなみに、この作品に収められたCDは、全てオリジナル盤と同じ収録内容となっており、リマスタリングなどはされていない。
| #         | タイトル              | 作詞      | 作曲      | 編曲                          | 時間  |
| --------- | --------------------- | --------- | --------- | ----------------------------- | ----- |
| 1.        | 「forbidden lover」   | hyde      | ken       | L'Arc〜en〜Ciel, Hajime Okano | 6:01  |
| 2.        | 「HEAVEN'S DRIVE」    | hyde      | hyde      | L'Arc〜en〜Ciel, Hajime Okano | 4:15  |
| 3.        | 「Driver's High」     | hyde      | tetsu     | L'Arc〜en〜Ciel, Hajime Okano | 4:10  |
| 4.        | 「Cradle」            | hyde      | yukihiro  | L'Arc〜en〜Ciel, Hajime Okano | 4:56  |
| 5.        | 「DIVE TO BLUE」      | hyde      | tetsu     | L'Arc〜en〜Ciel, Hajime Okano | 5:33  |
| 6.        | 「Larva」             |           | yukihiro  | L'Arc〜en〜Ciel               | 3:55  |
| 7.        | 「Butterfly's Sleep」 | hyde      | ken       | L'Arc〜en〜Ciel, Hajime Okano | 5:10  |
| 8.        | 「Perfect Blue」      | hyde      | tetsu     | L'Arc〜en〜Ciel, Hajime Okano | 3:48  |
| 9.        | 「真実と幻想と」      | hyde      | ken       | L'Arc〜en〜Ciel, Hajime Okano | 5:22  |
| 10.       | 「What is love」      | hyde      | tetsu     | L'Arc〜en〜Ciel, Hajime Okano | 4:13  |
| 11.       | 「Pieces [ark mix]」  | hyde      | tetsu     | L'Arc〜en〜Ciel, Hajime Okano | 5:45  |
| 合計時間: | 合計時間:             | 合計時間: | 合計時間: | 合計時間:                     | 53:08 |

| #   | タイトル | 作詞 | 作曲・編曲 |
| --- | --- | ---- | ---------- |
| 1.  | 「making of the "forbidden lover" music video」 |      |            |
| 2.  | 「recollection 1」(音楽プロデューサーの岡野ハジメへの『ark』『ray』「HEAVEN'S DRIVE」に関するインタビュー、映像ディレクターの武藤眞志への「HEAVEN'S DRIVE」のMVに関するインタビュー) |      |            |
| 3.  | 「making of the "HEAVEN'S DRIVE" music video」 |      |            |
| 4.  | 「recollection 2」(テレビ朝日系番組『ミュージックステーション』のディレクター／プロデューサーを務めた西村裕明へのインタビュー)                                                       |      |            |
| 5.  | 「Butterfly's Sleep @ ロンドンハーツ (1999.06.20 O.A.)」 |      |            |
| 6.  | 「making of the "Driver's High" music video」 |      |            |
| 7.  | 「recollection 3」(音楽プロデューサーの岡野ハジメへのL'Arc〜en〜Cielの各メンバーの印象に関するインタビュー、CMプランナーの多田琢への「Pieces」のMVに関するインタビュー)              |      |            |
| 8.  | 「making of the "Pieces" music video」 |      |            |
| 9.  | 「recollection 4」(L'Arc〜en〜Cielのライヴ制作に携わっていた近藤琢哉（愛称：コメット）へのライヴツアー「1999 GRAND CROSS TOUR」に関するインタビュー)                                 |      |            |
| 10. | 「documentary on "1999 GRAND CROSS TOUR" (1999.08.20)」 |      |            |

## クレジット
フィジカルアルバムに付属するブックレットより転載。日本語表記が確認出来ない部分に関しては原文ママとする。
- hyde：Vocal
- ken：Guitar
- tetsu：Bass
- yukihiro：Drum

| forbidden lover - ken：Keyboard & Programming - 岡野ハジメ：Keyboard & Programming - 斎藤仁：Keyboard & Programming - 寺田仁：Recorded, Mixed HEAVEN'S DRIVE - 岡野ハジメ：Keyboard & Programming, Brass Arrangement & ARP 2600 - 斎藤仁：Keyboard & Programming - Yukarie：Tenor Sax - Smily：Baritone Sax - 多田暁：Trumpet - 平田直樹：Trumpet - ken：Tambourine - 森山恭行：Recorded, Mixed - 広兼輝彦：Recorded Driver's High - 吉澤瑛師（Scudelia Electro）：Organ, Keyboard & Programming - 岡野ハジメ：Keyboard & Programming - 斎藤仁：Keyboard & Programming - 森山恭行：Recorded, Mixed - 広兼輝彦：Recorded Cradle - yukihiro：Keyboard & Programming, Turn Table - 岡野ハジメ：Keyboard & Programming - 斎藤仁：Keyboard & Programming - ken：Keyboard & Programming - 森山恭行：Recorded, Mixed - 近藤圭司：Recorded DIVE TO BLUE - ken：Keyboard & Programming, Hong Kong hand claps, Tambourine - tetsuya：Keyboard & Programming, Metal Percussion, Hong Kong hand claps - 斉藤仁：Keyboard & Programming, Manipulate - yukihiro：Hong Kong hand claps - 比留間整：Recorded, Mixed - 近藤圭司：Recorded Larva - yukihiro：All Instruments - 斉藤仁：Additional Keyboard - 森山恭行：Recorded, Mixed Butterfly's Sleep - ken：Keyboard & Programming, Strings Arrangement - 斎藤仁：Keyboard & Programming - 村山達哉：Strings Arrangement - 金原千恵子ストリングス：Strings - 森山恭行：Recorded, Mixed Perfect Blue - tetsu：Keyboard & Programming, Fender Bass VI Solo & Backing Vocal - 岡野ハジメ：Keyboard & Programming - 斎藤仁：Keyboard & Programming - yukihiro：Rhythm Programming - 森山恭行：Recorded, Mixed - 近藤圭司：Recorded | 真実と幻想と - ken：Keyboard & Programming - 斎藤仁：Manipulate - yukihiro：Additional Hihat - 森山恭行：Recorded, Mixed - 広兼輝彦：Recorded What is love - ken：Keyboard & Programming, Tambourine - tetsu：Keyboard & Programming, Backing Vocal - 岡野ハジメ：Keyboard & Programming, Chroma Harp - 斎藤仁：Keyboard & Programming, Piano - 森山恭行：Recorded, Mixed - 広兼輝彦：Recorded - 近藤圭司：Recorded Pieces [ark mix] - 外山和彦：Strings Arrangement - 岡野ハジメ：Strings Arrangement, Keyboard & Programming - tetsu：Strings Arrangement, Keyboard & Programming, Backing Vocal - Keiko Abe Strings：Strings - 斎藤仁：Keyboard & Programming - 森山恭行：Recorded, Mixed - 広兼輝彦：Recorded - 近藤圭司：Recorded [Produce & Mastering] - L'Arc〜en〜Ciel：Produced - 岡野ハジメ：Produced（#1～#5,#7～#11）, Co-Mix Engineer - 吉澤瑛師（Scudelia Electro）：Co-Arranged - 中山千恵子（Ki/oon Records）：Directed - テッド・ジェンセン（Sterling Sound N.Y.）：Mastered - Yoshitaka Ishigaki：Assistant Engineers - Mamiko Katakura：Assistant Engineers - Shinpachiro Kawade：Assistant Engineers - Keiji Kondo：Assistant Engineers - Kensuke Miura：Assistant Engineers - Chie Miyasaka：Assistant Engineers - Naoya Nakatsu：Assistant Engineers - Hitomi Suzuki：Assistant Engineers - Shinichi Takizawa：Assistant Engineers - Yukiyasu Wada：Assistant Engineers - Shinpei Yamada：Assistant Engineers - Shigeo Azami（Team Mistake）：Drum Technicians - Fumihito Yokono（Team Mistake）：Drum Technicians - Kazutaka Minemori：Bass and Guitar Technicians - Hidetoshi Takahashi：Bass and Guitar Technicians - Katsumi Nakamura：Roadies - Junya Sato：Roadies [Artwork etc] - NAMAIKI：Design - Metabollox：Computer Graphics - Miwa Suzuki（Ki/oon Records）：Product Co-ordinate - 中山道彦（Ki/oon Records）：A&R - So Fukuda（Ki/oon Records）：L' Project - Amiko Tanaka（Ki/oon Records）：L' Project - Masahito Ishikawa（Ki/oon Records）：L' Project - Tadahiko Shida（Ki/oon Records）：L' Project - Kiyoto Miyazawa（Danger Crue Inc.）：L' Project - Kenichi Iida（Danger Crue Inc.）：Management - Takayuki Seki（Danger Crue Inc.）：Management - Tatsuo Adachi（Ki/oon Records）：Executive Producer - 大石征裕（Danger Crue Inc.）：Executive Producer |

## タイアップ
| 年     | 楽曲            | タイアップ                                                              | 出典    |
| ------ | --------------- | ----------------------------------------------------------------------- | ------- |
| 1998年 | DIVE TO BLUE    | TBS系番組『特捜!芸能ポリスくん』エンディングテーマ                      | [ 103 ] |
| 1998年 | DIVE TO BLUE    | 「NTTパーソナル関西」CMソング                                           | [ 103 ] |
| 1998年 | forbidden lover | 日本テレビ系番組『知ってるつもり?!』テーマソング                        | [ 104 ] |
| 1999年 | What is love    | TBS系番組『エクスプレス』テーマソング                                   | [ 105 ] |
| 1999年 | Driver's High   | フジテレビ系テレビアニメ『GTO』第1期オープニングテーマ                  | [ 106 ] |
| 1999年 | Pieces          | ソーテック「e-one 500」CMソング                                         | [ 107 ] |
| 2024年 | Driver's High   | ORIHICA 特別WEB動画『フレッシャーズ応援特別ムービー ～Driver's High～』 | [ 108 ] |
| 2025年 | Driver's High   | カーセンサー「Carsensor's High篇」CMソング                              | [ 109 ] |

## 収録ベストアルバム
- 『Clicked Singles Best 13』 (#2、#3、#5、#11,シングルバージョン)
- 『The Best of L'Arc〜en〜Ciel 1998-2000』 (#1、#2、#3、#5、#11,シングルバージョン)
- 『QUADRINITY 〜MEMBER'S BEST SELECTIONS〜』 (#4、#5、#9)
- 『TWENITY 1997-1999』 (#2、#3、#9、#11)
- 『WORLD'S BEST SELECTION』 (#3)

## 受賞
- 『第41回日本レコード大賞 ベストアルバム賞』
- 『第14回日本ゴールドディスク大賞 “ROCK ALBUM OF THE YEAR”』